# Giulia Takahashi
Giulia Yuri Takahashi (São Paulo, 2 de abril de 2005) é um mesa-tenista brasileira. Fez parte da delegação brasileira que disputou os Jogos Olímpicos de 2020, como reserva. Tem como melhor ranking de simples até o momento o posto de nº 73 do mundo, obtido em junho de 2025. 
É a irmã mais nova da mesa-tenista Bruna Takahashi.

## Carreira

### Início
Começou a praticar o esporte aos seis anos de idade, na Associação Cultural e Recreativa da Pauliceia (ACREPA), em São Bernardo do Campo. Seguiu os passos de sua irmã mais velha, que treinava no clube com os ex-atletas olímpícos Mônica Doti, e seu marido Francisco Arado de Armas.
O talento da atleta chamou a atenção da Confederação Brasileira de Tênis de Mesa, que convidou Giulia para integrar o programa Diamantes do Futuro, possibilitando um intercâmbio para a China. Com 11 anos conquistou seus primeiros títulos internacionais: o Campeonato Sul-Americano Sub-11, realizado no Paraguai; o Latino-Americano Sub-13, no Peru; e o Hopes Sub-11, no Catar, que lhe rendeu uma vaga no Mundial de Cadetes.
Foi premiada pelo Comitê Olímpico do Brasil com o Prêmio Brasil Olímpico em 2018, por ter sido a melhor atleta dos Jogos da Juventude. No mesmo ano venceu o Latino-Americano Infantil, realizado na Costa Rica. Esse título classificou a mesa-tenista para o Mundial de Cadetes realizado no Japão, onde Giulia se tornou a medalhista brasileira mais jovem da história, com duas medalhas de bronze.

### 2020-2021
Aos 15 anos de idade, Giulia passou a treinar com a seleção olímpica adulta. Em 2020, já era ocupava o terceiro lugar no ranking mundial em sua categoria.  Foi a porta-bandeira da delegação brasileira nos Jogos Pan-Americanos Júnior de 2021, onde conquistou duas medalhas de ouro (nas duplas e duplas mistas) e uma de prata (na disputa individual).

### Jogos Olímpicos de 2020
Aos 16 anos, participou como reserva da Equipe feminina brasileira de tênis de mesa dos Jogos Olímpicos de Verão de 2020.

### 2021-2024
Em 2022, chegou a assumir a liderança do ranking nacional na categoria Absoluto A. No mesmo ano, conquistou a medalha de prata na categoria sub-17 do WTT Youth Contender, disputado em Cuenca.
Ao lado de sua irmã Bruna e de Luca Kumahara, venceu a disputa por equipes femininas no Campeonato Pan-Americano de Tênis de Mesa de 2022. O resultado a classificou para a disputa dos Jogos Pan-Americanos de 2023.
Em agosto de 2023, Giulia obteve um grande resultado no WTT Contender do Rio de Janeiro. Jogando duplas mistas junto com Guilherme Teodoro, chegaram até a semifinal da competição, obtendo a medalha de bronze. 
Em setembro de 2023, Giulia participou do Campeonato Pan-Americano de Tênis de Mesa de 2023, ocorrido em Havana, Cuba. Giulia e sua irmã Bruna obtiveram o bronze nas duplas. Além disso,a equipe brasileira conquistou a medalha de prata, bem como a classificação para as Olimpíadas de 2024, em Paris.
Nos Jogos Pan-Americanos de 2023, ocorridos em outubro e novembro em Santiago, Chile, Giulia Takahashi participou da modalidade de duplas, junto com a irmã, onde chegaram até a final, perdendo por 4 sets a 3 e obtendo a medalha de prata. Foi melhor resultado do Brasil nos Jogos Pan-Americanos nas duplas femininas do tênis de mesa. Pela equipe do Brasil, Giulia também obteve uma medalha de bronze. 
Em novembro de 2023, Giulia entrou pela primeira vez no top 100 mundial de simples.
Em fevereiro de 2024, chegou a obter o posto de nº 77 do mundo em simples. 
No Campeonato Mundial de Tênis de Mesa por Equipes de 2024, a seleção brasileira chegou pela primeira vez às oitavas de final do torneio, onde foi eliminada pela Coreia do Sul por 3 jogos a 1.
Em março de 2024, Giulia participou do Smash de Singapura, jogando duplas com sua irmã Bruna, onde foram eliminadas na 1a rodada. 
No WTT Contender do Rio de Janeiro de 2024, ela chegou nas semifinais de duplas, com sua irmã Bruna Takahashi.
No WTT Contender de Mendoza 2024, ela e Guilherme Teodoro chegaram à semifinal nas duplas mistas.

### Jogos Olímpicos de 2024
Nos Jogos Olímpicos de 2024, ela participou da chave de simples, enfrentando a campeã mundial e vice-campeã olímpica Sun Yingsha na 1ª rodada, sendo eliminada em sets diretos.

### 2024-2028
Giulia, jogando com Henrique Noguti, foi campeã em duplas mistas no WTT Contender de Lima, em agosto de 2024. 
No Campeonato Pan-Americano de Tênis de Mesa de 2024, ela foi medalhista de bronze em simples, e obteve o ouro nas duplas e nas duplas mistas.
Giulia e Guilherme Teodoro chegaram à semifinal no WTT Contender de Tunis, na Tunisia. Em maio de 2025, eles chegaram a se tornar a 14º melhor dupla mista do mundo do ranking da ITTF. 
No Campeonato Mundial de Tênis de Mesa de 2025, ela conquistou sua primeira vitória em Mundiais contra a nigeriana Hope Udoaka. Na segunda rodada, ela enfrentaria a melhor jogadora da África no momento, a egípcia Hana Goda, número 25 do mundo, onde ela começou o jogo vencendo o primeiro set, mas depois foi eliminada por 4 a 1. Na chave de duplas mistas, ela e  Guilherme Teodoro derrotaram na 1ª rodada a dupla argentina Francisco Sanchi e Ana Codina por 3 sets a 1, e a 2º rodada a dupla formada pelo espanhol Daniel Barboza e pelaa ucraniana Veronika Matiunina por 3 sets a 2, chegando nas oitavas de final, onde enfrentariam os cabeças de chave 3 do torneio, Wong Chun Ting e Doo Hoi Kem, de Taipei, sendo eliminados.  
Em julho de 2025, participando do Grand Smash de Las Vegas, um dos 4 torneios equivalentes a um Grand Slam de tênis do circuito de tênis de mesa, chegou às quartas-de-final nas duplas mistas, junto com Guilherme Teodoro. Com isto, eles chegaram a se tornar a 12º melhor dupla mista do mundo do ranking da ITTF. 

## Conquistas
2016
- Sul-Americano Sub-11: Campeã (individual)[10]
- Sul-Americano Sub-13: Vice-campeã (duplas mistas); terceiro lugar (duplas)[10]
- Latino-Americano Sub-11: Terceiro lugar (duplas)[10]
- Latino-Americano Sub-13: Campeã (individual); terceiro lugar (duplas mistas)[10]
- Hopes Sub-11: Campeã (individual)[10]

2017
- Sul-Americano Sub-13: Campeã (individual, duplas e equipes)[10]

2018
- Jogos da Juventude: Campeã (individual, duplas mistas e equipes)[10]
- Copa Brasil Sul-Sudeste: Campeã (Rating D, infantil e mirim)[10]
- Sul-Americano Sub-13: Campeã (individual, duplas e equipes); vice-campeã (duplas mistas)[10]
- Sul-Americano Sub-15: Campeã (individual, duplas e equipes); vice-campeã (duplas mistas)[10]
- Latino-Americano Sub-15: Campeã (individual e duplas mistas); vice-campeã (duplas); terceiro lugar (equipes)[10]
- Mundial de Cadetes: Terceiro lugar (duplas mistas e equipes)[10]

2019
- Sul-Americano Infantil: Campeã (individual, duplas, duplas mistas e equipes)[10]
- ITTF Aberto do Chile - Juvenil: Campeã (individual); vice-campeã (equipes); terceiro lugar (duplas)[10]
- ITTF Aberto do Chile - Infantil: vice-campeã (individual)[10]

2021
- Jogos Pan-Americanos Júnior: Campeã (duplas e duplas mistas); vice-campeã (individual)[15]

2022
- WTT Youth Contender Sub-17: Vice-campeã (individual)[44]
- WTT Youth Contender Sub-19: Terceiro lugar (individual)[44]
- Sul-Americano da Juventude: Campeã (individual)[45]
- Campeonato Pan-Americano: Campeã (equipes)[46]

2023
- Jogos Pan-Americanos de 2023: Medalha de prata (duplas)[7]